# David Albert
David Albert (1954) è un fisico e filosofo statunitense conosciuto per i suoi importanti lavori sui fondamenti della meccanica quantistica.
È professore e direttore del programma del master in fondamenti filosofici della fisica alla Columbia University di New York. Dopo aver conseguito il dottorato, ha lavorato con il fisico Yakir Aharonov dell'Università di Tel Aviv.
Albert ha pubblicato due libri, Quantum Mechanics and Experience (1992) e Time and Chance (2000), e numerosi articoli sulla meccanica quantistica. Nel 2015 è stato eletto Fellow dell'American Academy of Arts and Sciences. Il suo ultimo libro è After Physics, Harvard University Press 2015.